# Asota sericea
Asota sericea är en fjärilsart som beskrevs av Moore 1878. Asota sericea ingår i släktet Asota och familjen nattflyn. Inga underarter finns listade i Catalogue of Life.